# フランク人

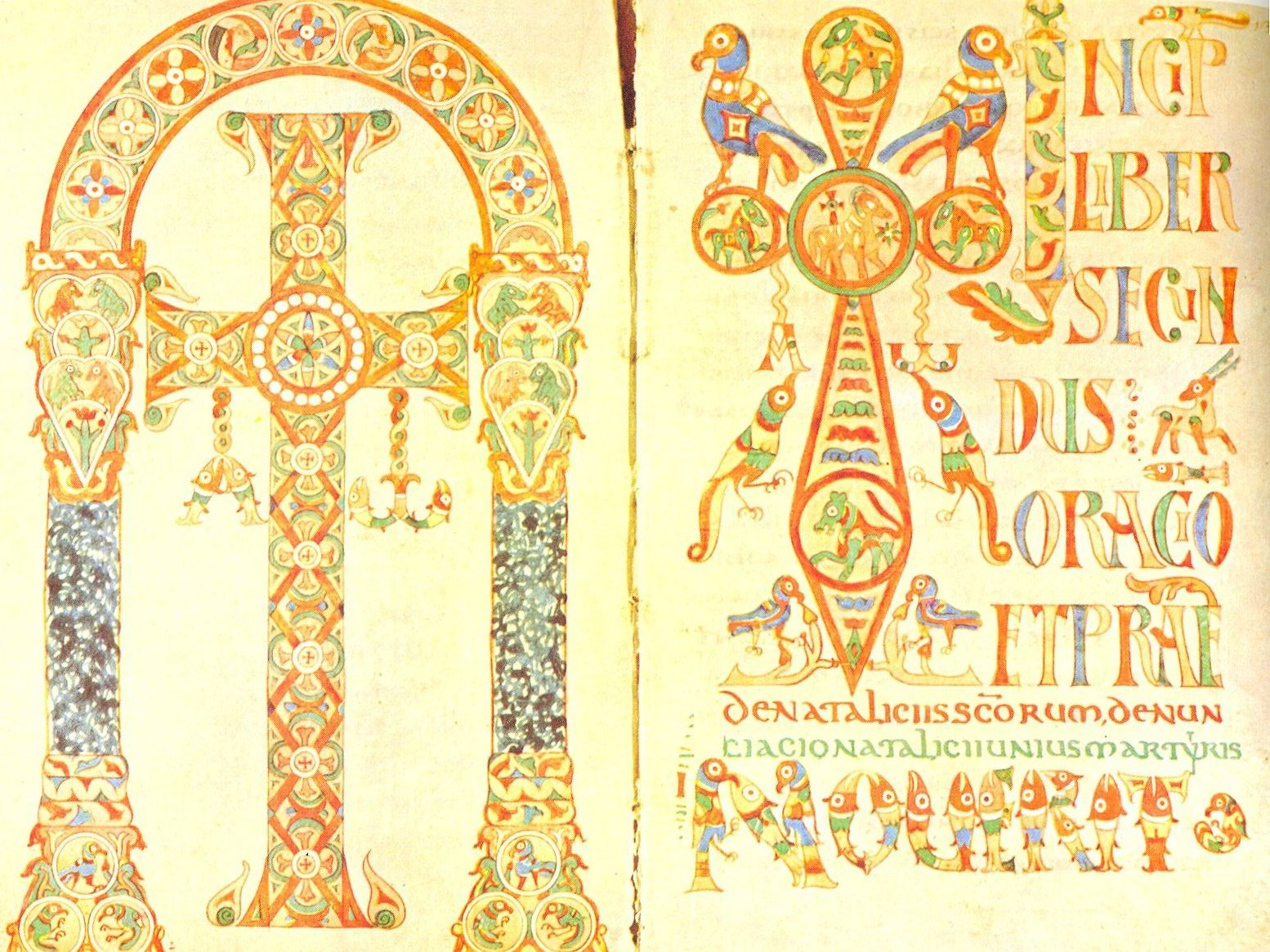
『ゲラシウスの典礼書』。750年頃にメロヴィング朝フランク王国で作られたもので現在はヴァティカン図書館に所蔵されている。

フランク人（フランクじん）、またはフランク族（フランクぞく、羅: Franci、独: Franken、仏: Francs、伊: Franchi、英: Franks）は、ローマ帝国時代後期から記録に登場するゲルマン人の部族。

## 概要
一般的にサリー族とリプアリー族（ライン・フランク族）に大別される。前者は西ヨーロッパにおいてフランク王国を建国した事で知られる。
フランクという名前は西暦3世紀半ばに初めて史料に登場する。記録に残る「フランク（francus または franci）」という言葉の最も古い用例は241年頃の歴史的事実を踏まえたとされるローマ行軍歌においてであり、これは4世紀に書かれた『皇帝列伝』に収録されて現代に伝わっている。ローマ人はライン川中流域に居住するゲルマン人たちを一括して「フランク人」と呼んでいた。フランク（francus、franci）の語義は「勇敢な人々」、「大胆な人々」、あるいは「荒々しい」「猛々しい」「おそろしい」人々という意味であるとされている。
西ヨーロッパ全域を支配する王国を建設したことから、東方の東ローマ帝国やイスラム諸国では、西ヨーロッパ人全般を指す言葉として用いられた事もある。十字軍研究の分野では現代の学者たちもレヴァント十字軍国家を指して「フランク国家」と表現したり、移住したヨーロッパ人全般を指して「フランク人」と言う用語を用いる場合がある。

## 歴史

### フランク人の形成

#### 中世の歴史叙述におけるフランク人の起源
フランク人の起源についての情報は乏しい。ゲルマン人の一派であるゴート人の起源については、ゴート人の歴史家ヨルダネスが起源誌と言うべき『ゴート史（De origine actibusque Getarum）』を残し、ランゴバルド人についてはやはりランゴバルド人のパウルス・ディアコヌスによる『ランゴバルドの歴史（Historia Langobardorum）』等によってその起源が語られている。それに対しフランク人は上記のような部族の起源を語る歴史記述者を出さなかった。唯一、トゥールのグレゴリウスは、フランク人はパンノニアから出てトリンギア（Thoringia、テューリンゲン）に移住し、この地で他に比して高貴な家柄の者として「長髪の王」を推戴したという伝承を残している。このパンノニア起源伝承については歴史家の間で数多くの議論を巻き起こしている。
また、11世紀後半にケルンまたはジークブルクの無名の修道士が綴った『アンノの歌』は、天地創造から始まるその叙述の中でフランク人の起源についての伝説を記録している。それによれば『ガリア戦記』で語られるユリウス・カエサルのガリア征服は、実際にはドイツ地方の征服であるとされ、その際カエサルに征服された4つの集団の1つとして「高貴なるフランク人（古高地ドイツ語：Frankien din edilin）」が挙げられている」。そして、カエサル（＝ローマ人）とフランク人は元来親族関係にあり、その共通の祖先はギリシア人がトロイアを滅ぼした時にその地からイタリアに移住したトロイア人であると伝えられる。そのトロイア人の指導者たちのうち、アエネイスに率いられた一団がローマを建設し、フランコ（Franko）という指導者に率いられた一団がライン河畔に「小トロイア」を建設し、フランク人が誕生したのだという。
この伝説は史実からはかけ離れた虚構の物語であり、今日の歴史学的見地からは史料的価値を見出すことはできない。だが、フランス王は、フランク人の唯一の正統な後継者であることを自任していたため、王家であるカペー家の系譜をフランク人トロイア起源説に基づきトロイア人の英雄たちと接続した。そして神聖ローマ帝国にあってはドイツ地方とローマ帝国の歴史的同一性の根拠と見做された。このため、この伝説はフランス、ドイツ民族意識の確立過程や帝権イデオロギーに重大な影響を与えた。

#### 現代の学説
今日定説として通用している説は、元来フランク人はまとまりを持った性格を持つ部族ではなく、3世紀半ばにライン川右岸に居住していたイスタエウォーネス神を祖先と見なす複数の部族、カマーウィー族、ブルクテリー族、カットゥアリー族、サリー族、アムシヴァリー族などの部族が結集した政治的同盟として成立したとするものである。
フランク人は、紀元前1世紀の「ガリア戦記」や1世紀の「ゲルマニア」に記録されたような他の古いゲルマン人諸部族と違い、3世紀半ばになってから歴史上に現れる。しかも、ローマ人が用いる他のゲルマニアの民族（部族）名が特定の集団を指したのに対し、「フランク人」は、ライン川とヴェーザー川の間の地域に居住した複数の部族の総称として用いられた。289年にカマーウィー族が、307年にブルクテリー族が、306年から315年にはカットゥアリー族が、357年にサリー族が、そして364年から375年頃にかけてはアムシヴァリー族とトゥヴァンテース族が、ローマ側の史料において「フランク人」と呼ばれている。これはあくまでもローマ人の張ったレッテルであり、実際にこれらの部族が「フランク人」という共族意識を持っていたかは不明である。アメリカの歴史学者パトリック・ジョセフ・ギアリは、ある集団が置かれた政治的状況が中世初期の部族アイデンティティーの形成に重要であったことを指摘しており、フランク族においても同様のことが言えるかもしれない。
3，4世紀の「フランク人」たちが共通の言語、習俗、風俗を持っていたかは不明であるが、一般に古代末期から中世初期にかけてのゲルマン人は髪を部族への帰属を示す指標としたことが知られており、少なくとも5世紀にはフランク人たちも共通する髪型によって帰属を示していた。フランク人の王族は長髪を切らずにたなびかせ王権の象徴とした一方、一般戦士の男性は青年期に達した時、「最初の断髪」によって後頭部を剃りあげた。

### ローマ帝国とフランク人
フランク人は最初期の記録においてローマ帝国の敵として現れる。
彼らは既にローマ化されていたガリアに3世紀頃侵入した。しかし、フランク人とローマの敵対関係はローマの司令官ユリアヌスと関係を持ったことで大きな転換点を迎えた。フランク人のサリー族はユリアヌスによって358年にブラバント北部のトクサンドリア地方への移住を認められ、国境警備の任にあたるようになった。この時からサリー族はローマの補助軍に組み込まれ、フランク族特有の武器と戦術を備えた「部隊（numeri）」を形成した。361年にユリアヌスがローマ皇帝に即位した後も、サリー・フランク人は彼の指揮下でローマ軍として戦い、軍役が終了した後にはガリアで退役兵として土地の割り当てを受けた。彼らはロワール川からセーヌ川にいたる地域に定住し、その生活様式は現地人と同化していった。
また、ローマ軍としての勤務はサリー族の支配層がローマ帝国の組織内において栄達していく切っ掛けとなった。部族の指導的家系の出身と考えられるメロバウデスは377年と382年に西ローマ帝国の執政官（コンスル）職に就任した。これは皇族でない者としては未曽有のことであった。また、380年にはグラティアヌス帝によってフランク人のフラウィウス・バウトが軍司令官に任命され、その5年後には執政官（コンスル）に就任した。バウトの甥にあたるテウドメールは「フランク人の王（rex Francorum）」という称号を帯びた最初の人物であり、マロバウデスというフランク人はローマ軍の将軍を務めた後、「フランク人の王」になり378年のアレマン族との戦いを勝利に導いたとされる。バウトの娘アエリア・エウドクシアは395年に東の皇帝アルカディウスの妃となり、後の皇帝テオドシウス2世を生んでいる。このように4世紀後半にはほぼ1世代にわたり、ローマ帝国内でフランク人出身者が目覚ましい躍進を遂げた。
とはいえこの躍進は、フランク部族の統合を意味しなかった。380年頃、ライン・フランク人（リプアリー・フランク人）たちは、ゲンノバウド、マルコメール、スンノという三人の指導者の下、ライン川を越えてローマ領に侵入し周辺を荒らしまわった。やはりフランク人であり帝国に仕えていたアルボガストは、皇帝ウァレンティニアヌス2世に、これらのライン・フランク人の首長たちが略奪品の返還と首謀者の引き渡しに応じなければ、ライン・フランク人を殲滅すべきであると進言したと伝えられている。ウァレンティニアヌス2世は人質の引き渡し交渉が開始されただけで満足したが、ウァレンティニアヌス2世の死後、傀儡のエウゲニウス帝を推戴したアルボガストはライン・フランク人に対して大規模な軍事行動を起こし、このフランク人の王たちを鎮撫した。その後アルボガストはテオドシウス1世との戦いに敗れ、自決に追い込まれた。これを契機に、ローマ中央政界におけるフランク人の進出は退潮に向かい、代わってゴート人たちがその権勢を拡大していくこととなった。

### 王権の確立
上述の通り4世紀末の段階では、フランク人には確立した王権はなく、数多くの集団が「将領」的統率者の下で割拠していたと考えられる。トゥールのグレゴリウスが引用するスルキピウス・アレキサンデルの歴史書は、このフランク人の支配者について、最初の王の名前を挙げることなく、彼らが大公（ducas）を有していたと表現している。このことは4世紀末の段階で、フランク人の下では確立した王制が未だ存在せず、古来からのゲルマン人に見られた「大公」たちによる連合体制がとられていた事を示唆している。また、グレゴリウスはこの時代のフランク人の支配者を「王のごとき者（regales）」、または「小王（sub-regules）」と表現し、「王（rex）」として扱わない。
グレゴリウスは、フランク人がパンノニアから出たとし、初めライン川沿岸に定着した後、ライン川を越えてトリンギア（Thoringia）に移り、その地でパグス（pagus）とキウィタス（civitas）ごとに高貴な家柄の者として「長髪の王」を推戴したと記す。それに続けて、フランク人リコメールの息子、テウドメールを初めて明確に「フランク人の王（rex Francorum）」として言及し、また「高貴なる」フランク人クロディオが、やはり王であったと伝え、彼の家系からメロヴィク（メロヴィクス）王が出て、その子キルデリク1世と孫クローヴィス1世によりフランク王国（メロヴィング朝）が成立した過程を記録している。このフランク人の王権確立、メロヴィング家の権威の確立の過程については史料的制約によりはっきりしたことはわかっていない。ただ、クロヴィス1世の時代には既にメロヴィング家の出身者だけが王となれるのが彼の部族では自明となっていた
しかし、5世紀の段階においても、未だフランク人の部族形成は終了していなかったと見られる。『偽フレデガリウス年代記』が伝えるところによれば、メロヴィクは海神ネプチューンの獣の姿で現れたクロディオ王とその妻の間の息子であるとされるが、この説話は白牛に変身したゼウスとフェニキアの王女エウロペーの伝承に影響を受けたものなのは明らかである。つまり、キルデリク1世とクロヴィス1世の時代から数世代遡っただけで、出自伝承が神話の世界に入るほど、フランク王権の生成は「新しい」出来事だったのである。

### フランク王国
5世紀末、このサリー・フランクのクローヴィス1世が、全てのフランク勢力を統一してフランク王国を建設し、キリスト教に改宗した。以降、フランク人はイベリア半島、ブリテン島、イタリア半島南部、ブルターニュ半島を除く、西ヨーロッパ全域を支配する王国を打ち立てていく。

### フランク人の植民

400年から440年まで、フランク人の領土変遷。

フランク王国の建設は、一般に人口史において「フランク人の植民」と呼ばれる出来事を伴っていた。いわゆる民族移動時代にローマ領へ移住した他のゲルマン諸部族と比べ、フランク人たちの移動距離は短く、ライン川とヴェーザー川の間にあった本来の居住地との繋がりを維持していた。学者の中には、これが他のゲルマン諸王国に比べフランク王国が強力であった理由の一つであると見做す者もいる。
クロヴィス1世による北部ガリア制圧と並行して、かなりの数の農民が征服地に移住した。しかし、実際にどの程度の規模で、どの範囲に移住が行われたのかを知るのは困難である。地名学と考古学による分析によれば、フランク人の定住密度は、セーヌ川までが中心であり、セーヌ川とロワール川の間の地域では少数であった。ロワール川以南（南部ガリア）へは、支配者として赴任した者以外、ほぼ移住は行われなかったと考えられる。移住が集中したガリア北部においても、現地のガロ・ローマ人に比べ、その人口は約4分の1あまりであったと考えられている。

#### フランク王国におけるフランク人
メロヴィング朝によってガリア全域の支配を得たフランク王国は、768年のピピン3世の即位以来、カロリング朝の王家によって支配されるようになった。このカロリング朝の王カール1世（大帝）は西ヨーロッパ全域を征服し、800年には「ローマ皇帝位」を獲得した。
フランク王国の支配層には建国当初より、ガロ・ローマ人の貴族や、西ゴート人、アレマン人、ブルグント人、バイエルン人の貴族が加わり、特にガロ・ローマ人たちは教会内部で支配的役割を担った。また、これらの諸民族（部族）は、フランク王権に服属したものの、それぞれ固有の言語、法律、習俗を維持していた。フランク人の法律とローマ帝国に起源を持つ「国家法」は全土に適用されたが、実態としては王国の部分ごとに実効性に大きな差異があった。しかし、全体としては、王国の名称「フランク人の王国（regnum Francorum）」からも、国王の称号「フランク人の王（rex Francorum）」からも、この王国がフランク人という一部族に依拠する支配団体であることは明確に示されている。フランク人自体も様々な身分と階層に分かれていたが、総体として彼らは国家法の意味での王国の担い手と見做され、格別の部族意識、帝国意識が生み出された。ドイツの歴史学者ゲレト・テレンバッハはカロリング朝期に「貴族層のトップを構成し、国王や一部の高位聖職者と並んで帝国政治に決定的役割をになった」エリート貴族階層を「帝国貴族層（Reichisaristokratie）」と名付け、分析を行った。それによれば8世紀から10世紀にかけて史料から抽出される帝国貴族層42家門111人のうち、6割以上をフランク人が占めていたとしている。
広大な王国の東西に居住するフランク人たちは、多様な言語環境に置かれていた。ガリア地方においては、ガロ・ローマ人たちがローマ帝国以来のラテン語を使用していたが、時と共に古代の発音、文法規範から離れつつあった（俗ラテン語）。文章語であり神への祈りの言語でもあったラテン語の「乱れ」を正すべく、カール1世と取り巻きの学者たちはカロリング・ルネサンスと呼ばれる文化的潮流の中で、「正しいラテン語」の制定を試みた。この正しいラテン語の制定は、正しくないラテン語（俗ラテン語）が、ラテン語の変種（俗ラテン語）ではなく「別種の言語」と定義される切っ掛けとなった。中世ラテン語の確立の後、ラテン語からこれらの「田野風のラテン語」への「翻訳」が問題となるようになり、ここをロマンス語とラテン語の分岐点とする考え方が、ラテン語学者やロマンス語学者によって概ね認められている。
北部ガリアのフランク人たちは現地のガロ・ローマ人の言語を取り入れ、ロマンス語を日常の言語として使用するようになっていった。この西方のフランク人は9世紀半ばにはまだフランク語を理解できたが、既に相当程度ロマンス語化していたと考えられる。一方で東方のフランク人たちは古来からのフランク語（ゲルマン語）を維持し、これは文章語としてのラテン語と並び、支配階級の言語として王国の共通語として通用していた。こうした状況は、842年にストラスブールでルートヴィヒ2世とシャルル2世が行った同盟の誓約（ストラスブールの誓約）に端的に表れている。この誓約は、ルートヴィヒ2世とシャルル2世が同じ内容を互いの言語で反復し、誓約を行うという形式がとられた。

### フランク王国の分裂と「フランク」
フランク王国は843年のヴェルダン条約によって東フランク王国、西フランク王国、中フランク王国の3つに分裂した。紆余曲折を経て、870年のメルセン条約により、中フランク王国の領土のうち、イタリア以外の領域が東西両王国に分割され、その後カール3世（肥満王）による僅かな期間を除き、永久に統合されなかった。このことはそれぞれの王国に住むフランク人たち、更にイタリア（ランゴバルド）や東ローマ帝国における「フランク人」概念に大きな影響を与えた。
東西どちらの王国も、自らこそがフランク的伝統の正統な継承者であることを自任していたため、両国の歴史叙述家や書記たちは、自己の側を「フランク」であるとし、相手側を「非フランク的」な名称で筆記した。西フランクの半官製の史書と言える『サン・ベルタン編年誌』では、東フランク王ルートヴィヒ2世を「ゲルマン人の王 rex Germanorum」、または「ゲルマーニアの王 rex Germaniae」と呼び、フランク王とは呼ばない。一方東フランク側の『フルダ編年誌』もまた、西フランク王国を「ガリア Gallia」「シャルルの王国 regnum Karli」と呼称し、フランクの名は東側に限定して使用された。
西フランク王国では伝統的王家であるカロリング家が王位を（名目的にせよ）継承していたのに対し、東フランクでは911年にカロリング朝が断絶し、非カロリング家のコンラート1世が、更に919年には非フランク人（ザクセン人）であるハインリヒ1世が即位した。こうしたことにも影響され、西フランク側の正統意識は10世紀に入るとますます明瞭になり、西フランクのランス大司教座参事会員フロドアールは、フランクと名の付くあらゆる概念を「西」にのみ結びつける（例えばフランク王、フランク王国、フランキアと言う用語は自動的に「西フランク」のことであった）一方で、東フランク王は「ライン川の向こう側の国王（Transrhenensis rex）」或いは単に「ライン川の向こう側の（Transrhensis）」とのみ呼称している。ただし現実的には西フランク側のこうした姿勢は、東フランク側の武力によって譲歩を迫られ、921年の和平において双方が「西フランク王（rex Francorum occidentalium）」「東フランク王（rex Francorum orientalium）」であると承認するのを余儀なくされた。
更に中フランク王国の一部であったロートリンゲン地方においても、自らを正統の「フランク人」であると見做すという観念が生じており、東フランク王を「フランク＝ロートリンゲン人とゲルマン人の国王」と呼び、ロートリンゲン人のみを「フランク」たる存在と認識しようとしていることを示す偽作証書が現存している。
他方で、フランク概念の外にあるイタリア（ランゴバルド）では、「フランク人（Franci）」と言う語は多義性を帯びるようになった。クレモナ司教リウトプランドが10世紀後半に残した記録の一つ、『報復の書』では「Franci」は「"ロマンス語"系フランク人」「"ドイツ語"系フランク人」の二つに大別される。リウトプランドは、前者を単に「Franci」と呼ぶ一方、後者を「Franci Teutonici」と呼び、この「"ドイツ語"系フランク人（Franci Teutonici）」を、バイエルン人やザクセン人など、東フランク内の他の民族と同列に扱っている。また、同じくリウトプランドの『コンスタンティノープル使節記』によれば、東ローマ（ビザンツ）皇帝ニケフォロス2世フォカスは「フランク人（Franci）」と言う用語によって「ラテン人（"ロマンス語"系フランク人 Latini）」「ドイツ人（"ドイツ語"系フランク人 Teutones）」の双方を認識していたと述べられており、後世の用法における「広義のフランク人 －大フランク王国の住民－ 西欧人一般を指す」用法の源流がここに見られる。なお、同書においてリウトプランド自身は「Franci」を常に「狭義のフランク人 －フランケン地方のフランク人－」の意味で用いており、外国人から見て「フランク」と言う用語が指す実体がもはやただ一つではなかったことを示している。

### ドイツとフランス
東フランク王国では、ザクセン人ハインリヒ1世の即位を通じてザクセン人が国制の中枢に入り込むと共に、東フランク王国の領域を比較的安定的に統治することに成功した。この王国の基本的な枠組みは、その後数世紀にわたり存続しその住民は徐々に共通の単一国家への帰属意識を醸成していった。そして彼らは最終的にフランク人、ザクセン人、バイエルン人、シュヴァーベン人などの要素を包括してドイツ人と他称され、更には自称するようになり、近代のドイツ人の形成へと繋がっていく。
一方の西フランク王国では、その後もフランクの名がそのまま継承された。西フランク王国の領域にある国家の現代の国名：フランス（France）は、フランクの発音が変化したものである。カペー朝以降の王家は「フランス人の王（rex Francorum）」を称号とした。この語はそのまま「フランク人の王」と訳すことも可能であり、どの時点において「フランク」が「フランス」になったと見做せるのかは必ずしも明瞭ではない。

## 言語
現代の言語学的文脈では、初期のフランク人たちが使用していた言語は「古フランク語」または「古フランケン語」など様々な名称で呼ばれ、西暦600年から700年の間頃の第二次子音推移が起きる以前の西ゲルマン語の方言を指す。第二次子音推移の後、フランク語の方言は複数の言語へと分岐していった。現代のオランダ語に繋がるであろう第二次子音推移の影響を受けなかったフランク語の方言と、様々な程度に影響を受け、大きな高地ドイツ語のグループの一部となった他の全ての方言とである。
この第二次子音推移の影響を受けた言語と受けていない言語を識別するための用語として、古オランダ語（古低フランク語（Old Low Franconian）」という用語が使用される。ただし、古オランダ語と古フランク語の間の違いはほとんど無い。
言語学者の河崎靖は、オランダ語圏においては古オランダ語が、ドイツ語方言学の立場からは古低フランク語という用語が普通に使用されるが、現代のドイツ・オランダ国境地域の言語を指し示す用語として必ずしも適切ではないと指摘している。より中立的な名称は低ライン方言であると考えられるが、この名称も学術用語として普及しているとは言い難いと言う。そして「現在においては『ライン川以西、ベンラータ一線（Benrather
Linie）以北のゲルマン語圏』の言語を低フランク語とみなすのが最も妥当な捉え方」であるとする。
フランク語はベルガッケル碑文のような、当時のフランク領から発見された僅かなルーン文字の碑文を除き、直接記録されていない。しかし、かなりの数の古フランク語の単語が、古フランス語の初期ゲルマン語からの借用語の調査、そして同様にオランダ語との比較再構成によって復元されている。
フランク語は現代の西ヨーロッパの言語に少なからぬ影響を与えており、例えば英語のアルファベット表記にはフランク語の影響が見られる。またフランス語における影響は重大であり、4つの基本的な方角の名称（北：nord、南：sud、東：est、西：ouest）を含む多数の単語がフランク語から借用されて残っている。特に色彩感覚についてはフランク語（ゲルマン語）の影響によって完全に刷新された。例えば古いラテン語では白を表す語としてAlbus（くすんだ白）、Candidus（鮮やかな白）があったが、ゲルマン語のBlank（白）の影響でフランス語ではBlanc（白）のみとなった。同じくラテン語ではCaeruleus（紺碧の青）、Cyaneus（濃い青）、Caesius（青い灰色/緑がかった青/緑・灰色）、Glaucus（緑と薄い青の間/明るい灰色）、Violaceus（紫がかった青）のように表現されていた色相は、Bleu（青）とGris（灰色）に統合された。